# UCI Wereldkalender 2010
De UCI Wereldkalender 2010 is de tweede editie van de in 2009 ingevoerde wereldranglijst in het wegwielrennen. Dit klassement omvat de wedstrijden van de UCI ProTour en de historische kalender.
Ook renners van de professionele continentale ploegen kunnen punten verdienen voor dit klassement.

## Wedstrijden
| Datum                     | Koers                    | Categorie | Winnaar              | Winnaar                 | Klassementsleider   | Klassementsleider  |
| ------------------------- | ------------------------ | --------- | -------------------- | ----------------------- | ------------------- | ------------------ |
| 19-24 januari             | Tour Down Under          | UPT       | André Greipel        | Team HTC-Columbia       | André Greipel       | Team HTC-Columbia  |
| 7-14 maart                | Parijs-Nice              | HIS       | Alberto Contador     | Astana                  | Luis León Sánchez   | Caisse d'Epargne   |
| 10-16 maart               | Tirreno-Adriatico        | HIS       | Stefano Garzelli     | Acqua & Sapone          | Luis León Sánchez   | Caisse d'Epargne   |
| 20 maart                  | Milaan-San Remo          | HIS       | Óscar Freire         | Rabobank                | Luis León Sánchez   | Caisse d'Epargne   |
| 22-28 maart               | Ronde van Catalonië      | UPT       | Joaquím Rodríguez    | Team Katjoesja          | Luis León Sánchez   | Caisse d'Epargne   |
| 28 maart                  | Gent-Wevelgem            | UPT       | Bernhard Eisel       | Team HTC-Columbia       | Luis León Sánchez   | Caisse d'Epargne   |
| 4 april                   | Ronde van Vlaanderen     | UPT       | Fabian Cancellara    | Team Saxo Bank          | Luis León Sánchez   | Caisse d'Epargne   |
| 5-10 april                | Ronde van het Baskenland | UPT       | Chris Horner         | Team RadioShack         | Luis León Sánchez   | Caisse d'Epargne   |
| 11 april                  | Parijs-Roubaix           | HIS       | Fabian Cancellara    | Team Saxo Bank          | Luis León Sánchez   | Caisse d'Epargne   |
| 18 april                  | Amstel Gold Race         | UPT       | Philippe Gilbert     | Omega Pharma-Lotto      | Luis León Sánchez   | Caisse d'Epargne   |
| 21 april                  | Waalse Pijl              | HIS       | Cadel Evans          | BMC Racing Team         | Philippe Gilbert    | Omega Pharma-Lotto |
| 25 april                  | Luik-Bastenaken-Luik     | HIS       | Aleksandr Vinokoerov | Astana                  | Philippe Gilbert    | Omega Pharma-Lotto |
| 27 april-2 mei            | Ronde van Romandië       | UPT       | Simon Špilak *       | Lampre-Farnese Vini     | Philippe Gilbert *  | Omega Pharma-Lotto |
| 8-30 mei                  | Ronde van Italië         | HIS       | Ivan Basso           | Liquigas-Doimo          | Cadel Evans *       | BMC Racing Team    |
| 6-13 juni                 | Critérium du Dauphiné    | UPT       | Janez Brajkovič      | Team RadioShack         | Cadel Evans         | BMC Racing Team    |
| 12-20 juni                | Ronde van Zwitserland    | UPT       | Fränk Schleck        | Team Saxo Bank          | Cadel Evans         | BMC Racing Team    |
| 3-25 juli                 | Ronde van Frankrijk      | HIS       | Andy Schleck**       | Team Saxo Bank          | Cadel Evans**       | BMC Racing Team    |
| 31 juli                   | Clásica San Sebastián    | UPT       | Luis León Sánchez    | Caisse d'Epargne        | Joaquím Rodríguez** | Team Katjoesja     |
| 1-7 augustus              | Ronde van Polen          | UPT       | Daniel Martin        | Team Garmin-Transitions | Joaquím Rodríguez** | Team Katjoesja     |
| 15 augustus               | Vattenfall Cyclassics    | UPT       | Tyler Farrar         | Team Garmin-Transitions | Joaquím Rodríguez** | Team Katjoesja     |
| 22 augustus               | GP Ouest-France          | UPT       | Matthew Goss         | Team HTC-Columbia       | Joaquím Rodríguez** | Team Katjoesja     |
| 19-26 augustus            | / Eneco Tour             | UPT       | Tony Martin          | Team HTC-Columbia       | Joaquím Rodríguez** | Team Katjoesja     |
| 10 september              | GP Cycliste de Québec    | UPT       | Thomas Voeckler      | Bbox Bouygues Télécom   | Joaquím Rodríguez** | Team Katjoesja     |
| 12 september              | GP Cycliste de Montréal  | UPT       | Robert Gesink        | Rabobank                | Joaquím Rodríguez** | Team Katjoesja     |
| 28 augustus- 19 september | Ronde van Spanje         | HIS       | Vincenzo Nibali      | Liquigas-Doimo          | Joaquím Rodríguez   | Team Katjoesja     |
| 3 oktober                 | WK Wielrennen, Melbourne | WK        | Thor Hushovd         | Cervélo                 | Joaquím Rodríguez   | Team Katjoesja     |
| 16 oktober                | Ronde van Lombardije     | HIS       | Philippe Gilbert     | Omega Pharma-Lotto      | Joaquím Rodríguez   | Team Katjoesja     |

* Winnaar en klassementleiders na de schorsing op 31 mei 2010 van Alejandro Valverde met terugwerkende kracht tot 1 januari 2010.
** Winnaar en klassementleiders na de schorsing op 6 februari 2012 van Alberto Contador met terugwerkende kracht tot de Ronde van Frankrijk 2010.

## Eindstanden
Voor de eindstanden bij de ploegen en bij de landen worden de resultaten van de beste 5 renners bij elkaar opgeteld.
| #  | Naam              | Ploeg                   | Punten |
| -- | ----------------- | ----------------------- | ------ |
| 1  | Joaquím Rodríguez | Team Katjoesja          | 561    |
| 2  | Philippe Gilbert  | Omega Pharma-Lotto      | 437    |
| 3  | Luis León Sánchez | Caisse d'Epargne        | 413    |
| 4  | Cadel Evans       | BMC Racing Team         | 390    |
| 5  | Vincenzo Nibali   | Liquigas-Doimo          | 390    |
| 6  | Robert Gesink     | Rabobank                | 379    |
| 7  | Ryder Hesjedal    | Team Garmin-Transitions | 317    |
| 8  | Samuel Sánchez    | Euskaltel-Euskadi       | 311    |
| 9  | Andy Schleck      | Team Saxo Bank          | 308    |
| 10 | Tyler Farrar      | Team Garmin-Transitions | 306    |

| #  | Ploeg                   | Nationaliteit    | Punten |
| -- | ----------------------- | ---------------- | ------ |
| 1  | Team Saxo Bank          | Denemarken       | 1055   |
| 2  | Liquigas                | Italië           | 1006   |
| 3  | Rabobank                | Nederland        | 946    |
| 3  | Katjoesja               | Rusland          | 910    |
| 5  | Team HTC-Columbia       | Verenigde Staten | 855    |
| 6  | Team Garmin-Transitions | Verenigde Staten | 839    |
| 7  | Omega Pharma-Lotto      | België           | 784    |
| 8  | Astana                  | Kazachstan       | 721    |
| 9  | Caisse d'Epargne        | Spanje           | 721    |
| 10 | BMC Racing Team         | Verenigde Staten | 661    |

| #  | Land             | Punten |
| -- | ---------------- | ------ |
| 1  | Spanje           | 1716   |
| 2  | Italië           | 1201   |
| 3  | België           | 992    |
| 4  | Australië        | 850    |
| 5  | Verenigde Staten | 773    |
| 6  | Nederland        | 653    |
| 7  | Duitsland        | 551    |
| 8  | Luxemburg        | 538    |
| 9  | Rusland          | 483    |
| 10 | Noorwegen        | 441    |

### Gevolgen schorsing Contador
De schorsing van de Spanjaard Alberto Contador had verschillende gevolgen voor de eindstanden van de UCI Wereldranglijst 2010 omdat Contador punten heeft verloren.
De gevolgen:
- Door de schorsing verliest hij alle behaalde punten vanaf de Ronde van Frankrijk 2010. Daardoor verdwijnt hij van de 2e naar de 13e plaats.
- Door de schorsing verliest Astana een aantal punten. Daardoor verschuift zijn ploeg Astana van de 3e naar de 8e plaats.
- Door de schorsing verliest Spanje een aantal punten, maar behoudt de 1e plaats.